# La Tribuna (Madrid)
La Tribuna fue un periódico publicado en Madrid entre 1912 y 1922, durante la Restauración.

## Historia
Su primer número fue publicado el 3 de febrero de 1912. Germanófilo y maurista, tuvo como director a Salvador Cánovas Cervantes y en el apartado gráfico participaron artistas como el caricaturista catalán Luis Bagaría y el ilustrador Agustín, con la Primera Guerra Mundial como tema, además de contar con colaboraciones de escritores como Alejandro Pérez Lugín, Ramón Pérez de Ayala, Ramón Gómez de la Sernay Tomás Borrás. Cesó a comienzos de la década de 1920.